# 平成記念郡山こどものもり公園
平成記念郡山こどものもり公園（へいせいきねんこおりやまこどものもりこうえん）は、福島県郡山市富久山町福原にある都市公園（総合公園）である。

## 概要
平成時代の幕開けを記念し、あわせて21世紀を担っていく子どもの健やかな成長に資するため、緑豊かな子どもの活動の場所となる公園を整備することを目的として、旧建設大臣より指定を受けて整備された全国15カ所の平成記念子どものもり公園の一つ。2000年頃から徐々に整備が進められ、2003年（平成15年）に全面開園した。
園内には幼児用の遊具がある他、自然観察を行うための「野鳥・昆虫の森」、同じくカエルやザリガニが観察できる池や湿地、自然体験活動を行う拠点施設「もりの館」、日時計「太陽のオブジェ」などがある。
「もりの館」には虫の標本や図鑑、公園内で撮影された鳥の写真などが展示されており、開館時間中の閲覧は自由である。また、「もりの広場」は東北新幹線の線路に面しており、走行する新幹線を間近に見ることができる。

## 所在地
- 福島県郡山市富久山町福原字左内5番2

## その他
- 休園日 月曜日（祝日の場合は翌日）、12月28日～1月4日、ただし夏休み期間中は無休